# 天全州
天全州是清代四川雅州府所屬的一個州，雍正七年改天全土司為天全州。民國2年（1913年）改縣。